# Hannelore Schüler

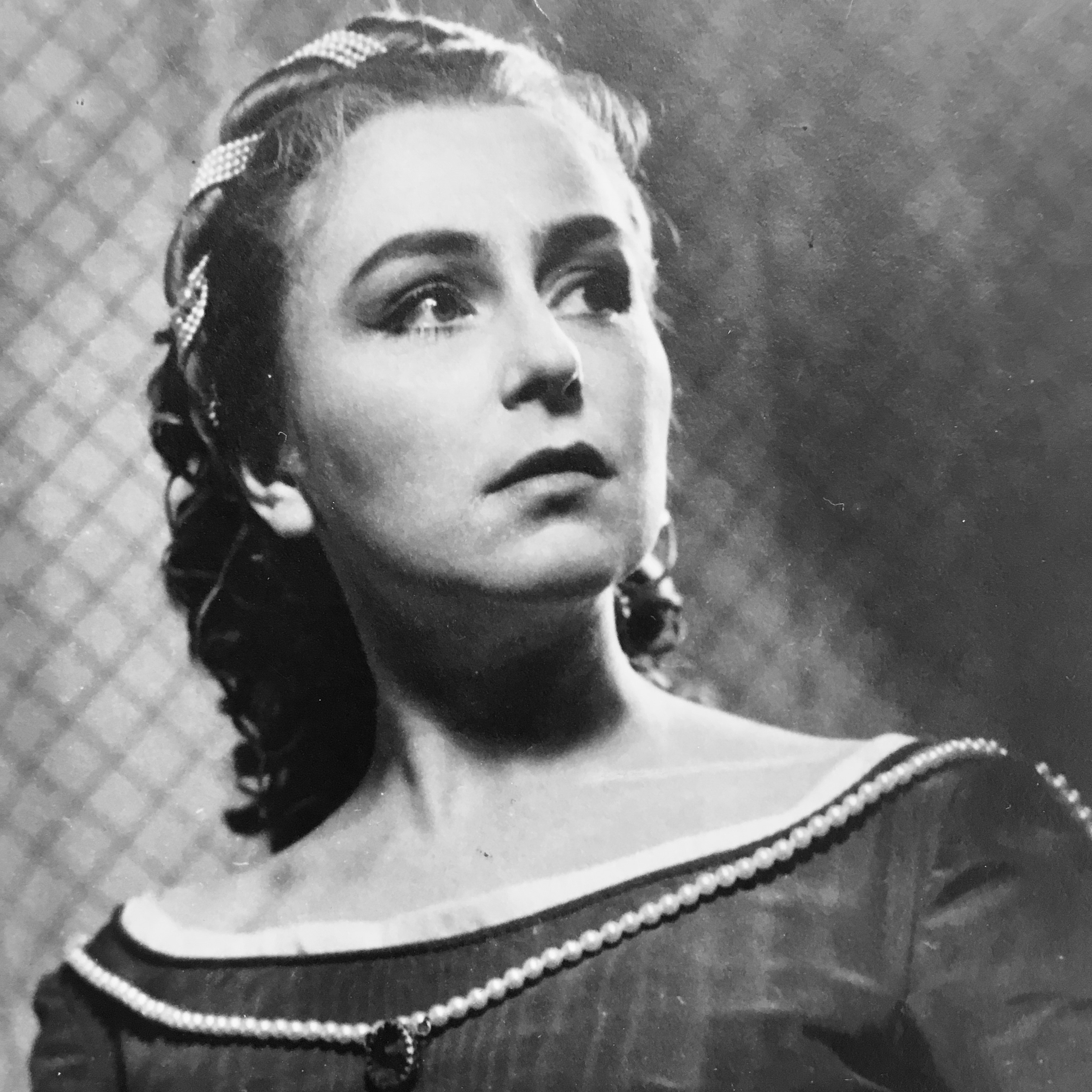
Hannelore Schüler

Hannelore Schüler (* 24. März 1926 in Berlin; † 30. November 2018 ebenda) war eine deutsche Theaterschauspielerin und Synchronsprecherin.

## Leben und Wirken
Hannelore Schüler machte ihre Berufsausbildung am Schauspielstudio Lyda Salmonovas und Hans Leibelts. Ihr Bühnendebüt gab sie als Isabel in Pedro Calderón de la Barcas Dame Kobold am Landestheater Potsdam. Es folgten Engagements am Theater am Schiffbauerdamm in Berlin sowie unter Fritz Wisten an der Volksbühne am Luxemburgplatz. An der Volksbühne gehörte sie neben Harry Riebauer zu den in der Bundesrepublik wohnhaften Mitgliedern des Ensembles, die bis 1961 noch regelmäßig in der DDR auf der Bühne standen.
Daneben arbeitete Hannelore Schüler viele Jahre umfangreich als Synchronsprecherin. Ihre Stimme lieh sie beispielsweise international bekannten Kolleginnen wie Jeanne Moreau in Gas-Oil, Betty White in An deiner Seite, Nonna Mordjukowa in Bahnhof für zwei und Louise Fletcher in ihrer wiederkehrenden Rolle in Emergency Room – Die Notaufnahme.

## Synchronrollen (Auswahl)

### Filme
- Alethea McGrath (als Maggie) in Unwiderstehlich (2006)
- Sylvia Kauders (als Tante Esther) in Reine Nervensache 2 (2002)
- Anne Bellamy (als Großmutter) in Willkommen in Freak City (1999)
- Paula Jacobs (als Molly) in Tee mit Mussolini (1999)
- Shanthini Venugopal (als Beebe) in Anna und der König (1999)
- Betty White (als Lillian) in An deiner Seite (1999)
- Maureen Toal (als Rose) in Zwei seriöse Damen in Dublin (1996)
- Maria Charles (als Maria) in Wie kommt man schnell ans große Geld? (1996)
- Shirley Knight (als Esther) in Mary & Tim – Wird die Liebe siegen? (1996)
- Aida Linares (als Teresa) in Der Club der Teufelinnen (1996)
- Elizabeth Spriggs (als Mrs. Jennings) in Sinn und Sinnlichkeit (1995)
- Emma Shenah (als Großmutter) in God's Army – Die letzte Schlacht (1995)
- Gwenllian Davies (als Margaret Robinson) in Der Wunderheiler (1994)
- Eda Reiss Merin (als Ida) in Sam und Dave – Zwei Ballermänner auf Tauchstation (1994) [Synchro (1997)]
- Lu Leonard (als Udowitz) in Mac Millionär (1994)
- Shirley Knight (als Mrs. Warden) in Mein Herz will Rache (1993)
- Dorothy Dorian James (als Rezeptionistin) in Heart of Justice – Tag der Rache (1993)
- Germaine Tournier (als Witwe Moiry) in Die Passion des Pastor Burg (1992)
- Mary Wayman (als Mrs. Haynes) in Katastrophenflug 232 (1992)
- Janet Burnell (als Queen Mom) in Fergie und Andrew – Skandal im Palast (1992)
- Margaret Fraser (als Alte Dame) in Eli in der fremden Stadt (1992) [Synchro (1996)]
- Helen Griffiths (als Schwester Laverne) in Wettlauf mit dem Tod (1991)
- Harriet Medin (als Helen Phelps) in Teuflisches Komplott (1991) [2. Synchro (TV)]
- Anne Haney (als Emily) in Der Mond über Plymouth (1991) [Synchro (1995)]
- Loló Navarro (als Dona Liz) in Das Dorf in der Sierra (1990) [Synchro (1992)]
- Jinaki (als Sarah) in Tap (1989)
- Jeanne Bates (als Krankenschwester) in Schattenreich des Todes (1989)
- Edie McClurg (als Carlotta) in Arielle, die Meerjungfrau (1989) [1. Synchro]
- Annie Olson (als Sekretärin) in Im Zweifel für das Leben (1988) [Synchro (1992)]
- Barbara Ferris (als Enid Washbrook) in Alles nur Theater (1988) [Synchro (1992)]
- Frances Fisher (als Miss Hol) in Das gebrochene Gelübde (1987) [Synchro (1992)]
- Diana Chesney (als Mrs. Minna) in Basil, der große Mäusedetektiv (1986)
- Sylvia Kauders (als Touristin) in Der einzige Zeuge (1985)
- Sheila Reid (als Mrs. Veronica Buttle) in Brazil (1985)
- Mona Washbourne (als Tante) in Stevie (1978) [Synchro (1993)]
- Ruth McDevitt (als Anna) in My Father's House (1975) [Synchro (1996)]
- Louise Lambert (als Touristin in Restaurant) in Malta sehen und sterben (1972)
- Nella Walker (als Mrs. Chanler) in Dr. Kildare – Sein erster Fall (1938) [Synchro (1991)]
- Blanche Friderici (als Mrs. Wagner) in Ganovenbraut (1933) [Synchro (1988)]

### Serien
- Betty White (als Catherine Piper) in Practice – Die Anwälte (1997–2004) in Episode 13-15 (Staffel 8)
- Lillian Adams (als Marianne) in Ally McBeal (1997–2002) in 1 Episode
- Peggy Miley (als Mrs. Hardwick) in Was ist los mit Alex Mack? (1994–1998) in Episode Vorsicht, Kamera! (Staffel 3)
- Erica Yohn (als Ann Reilly) in Emergency Room – Die Notaufnahme (1994–2009) in Episode "Warme Gedanken" (Staffel 4)
- Barbara Tarbuck (als Alice Presley) in Emergency Room – Die Notaufnahme (1994–2009) in Episode Moralische Erpressung (Staffel 5)
- Pearl Shear (als Mrs. Bozinsky) in Emergency Room – Die Notaufnahme (1994–2009) in Episode Die Ruhe vor dem Sturm (Staffel 1)
- Adrian Ricard (als Mrs. Howard) in Emergency Room – Die Notaufnahme (1994–2009) in Episode Tödliche Entscheidung (Staffel 7)
- Juanita Moore (als Mrs. Barnwell) in Emergency Room – Die Notaufnahme (1994–2009) in Episode Aus der Bahn geworfen (Staffel 7)
- Ruth Manning (als Ruth Pooler) in Emergency Room – Die Notaufnahme (1994–2009) in Episode Zeit des Abschieds (Staffel 6)
- Ruth Maleczech (als Marita Novotny) in Emergency Room – Die Notaufnahme (1994–2009) in Episode Wer Gewalt sät... (Staffel 3)
- Kathleen Freeman (als Rhondas Patientin) in Emergency Room – Die Notaufnahme (1994–2009) in Episode Flugangst (Staffel 3)
- Louise Fletcher (als Roberta Chadwick) in Emergency Room – Die Notaufnahme (1994–2009) in Episode Rettung wird abgelehnt (Staffel 11)
- Sarah Denison (als Jody) in Emergency Room – Die Notaufnahme (1994–2009) in Episode Die Falle (Staffel 6)
- Chris Conner (als Mrs. Zwicki) in Emergency Room – Die Notaufnahme (1994–2009) in Episode Der falsche Eindruck (Staffel 5)
- Jane Cecil (als Shirley) in Emergency Room – Die Notaufnahme (1994–2009) in Episode Das Tribunal (Staffel 1)
- Sada Thompson (als Miss Mandy) in Queen (1993)
- Connie Mfuku (als Mrs. Teropa (1. Stimme)) in Himmel über Afrika (1992–1993) in Episode Romeo und Jambele & Der Tanz des Mutes (Staffel 1)
- Jeanne Bates (als Annette Atkins) in Der Polizeichef – Eis im Blut (1991–1995) in Episode 11 (Staffel 1)
- Frances Bay (als Mrs. Tremond) in Twin Peaks (1990–1991, 2017) in 1 Episode
- Beah Richards (als Mrs. Davis) in Endstation Gerechtigkeit (1990–1991) in Episode 2 (Staffel 1)
- Frances Foster (als Morgan Walker) in Hawk (1989) in Episode Diamanten
- June Watson (als Chas Ewells Mutter) in Capital City (1989–1990) in 1 Episode
- Herta Ware (als Maman Picard) in Raumschiff Enterprise – Das nächste Jahrhundert (1987–1994) [2. Synchro (TV 1990–1994)] in 1 Episode
- Natalie Core (als Ältere Dame #1) in Inspektor Hooperman (1987–1989) in 1 Episode
- Peg Shirley (als Urteilsverkünderin) in Matlock (1986–1995) in Episode Der Mörder mit dem weißen Kittel (Staffel 1)
- Janell McLeod (als Verkäuferin) in Matlock (1986–1995) in Episode Raffinierte Revanche
- Frances Bay (als Rose Hayes) in Matlock (1986–1995) in Episode Morddrohung und Verteidigung (Staffel 6)
- Peggy McCay (als Patricia Holtz) in L.A. Law – Staranwälte, Tricks, Prozesse (1986–1994) in Episode Was alles durch die Nase geht (7x09) (Staffel 7)
- Darlene Kardon (als Oberste Richterin Greg) in L.A. Law – Staranwälte, Tricks, Prozesse (1986–1994) in Episode Einladung zur Hinrichtung (4x22) (Staffel 4)
- Mary Jackson (als Mrs. Weedon) in L.A. Law – Staranwälte, Tricks, Prozesse (1986–1994) in Episode Ein Wutanfall nach Maß (4x03) (Staffel 4)
- Betty White (als Betty White) in Madame's Place (1982) in Episode 19
- Hiako Kyosuda (als 'Nanny') in Lady Oscar – Die Rose von Versailles (1979-1980)
- Lucille Benson (als Madge Briar) in Petrocelli (1974-1976) in Episode Das andere Ich
- Arline Anderson (als Sekretärin) in Kobra, übernehmen Sie (1966-1973) in 1 Episode
- Irene Tedrow (als Sarah Gibbs) in FBI (1965-1974) in Episode 7 (Staffel 5)
- Josephine Hutchinson (als Martha Randolph) in Bonanza (1959-1973) in Episode Vaterlos (Staffel 12)
- Helen Kleeb (als Mag Blake) in Der Kopfgeldjäger (1958-1961) in Episode 02 Aberglaube (Staffel 2)
- Betty Farrington (als Ma Greenwood) in Sergeant Preston (1955-1957) in 1 Episode